# Pedro Armendáriz
Pedro Armendáriz, egentligen Pedro Gregorio Armendáriz Hastings, född 9 maj 1912 i Mexico City, Mexiko, död 18 juni 1963 i Los Angeles, Kalifornien, var en mexikansk-amerikansk skådespelare. 
Armendáriz skådespelarkarriär startade i början av 1930-talet och han medverkade i flera av den mexikanska filmindustrins stora filmer under 1940-talet. Känd för en internationell publik är han för sin sista roll, då han spelade James Bonds turkiska kontaktperson Ali Kerim Bay i Agent 007 ser rött 1963. Under filminspelningen upptäcktes det att Armendáriz led av cancer, varför inspelningen prioriterade hans scener. Armendáriz lades efter inspelningen in på sjukhus där han begick självmord strax innan filmen skulle ha premiär.

## Filmografi
- Agent 007 ser rött (1963)
- Kapten Sinbads äventyr (1963)
- Titanernas kamp (1962)
- Mannen från Assisi (1961)
- La cucaracha (1959)
- Äventyraren från Rio Grande (1959)
- Manuela (1957)
- Natt i Havanna (1957)
- Diane - äventyrens kvinna (1956)
- Erövraren (1956)
- En våghals i Mexico (1954)
- Bortom lagens gränser (1954)
- Les amants de Tolède (1953)
- El bruto (1952)
- Lucretia Borgia (1952)
- Tulsa (1949)
- Natt över Cuba (1949)
- La Malquerida (1948)
- Fort Apache (1948)
- Flykt genom öknen (1948)
- Pärlan (1947)
- Rätten att leva (1947)
- Enamorada (1946)
- El corsaro negro (1944)
- Maria Candelaria (1943)
- Guadalajara (1942)
- La isla de la pasión (1941)
- El Zorro de Jalisro (1941)
- Amapola Del Camino (Filmåret 19371937)
- Rosario (1935)